# Jean Thienpont

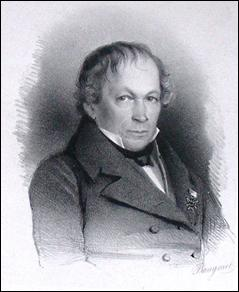
Jean Thienpont

Jean-Ignace Thienpont (Etikhove 7 oktober 1774 - Oudenaarde 26 september 1863) was lid van het Belgisch Nationaal Congres, magistraat en volksvertegenwoordiger.

## Levensloop
De patriciërsfamilie Thienpont genoot al van in de 15de eeuw bekendheid in de streek van Oudenaarde. Zijn vader, Josse Thienpont, getrouwd met Anne-Thérèse de Looze, was baljuw van Etikhove en heer van landelijke heerlijkheden zoals Ladeuze, Overmaelsaeke, Ten Berghe et Ter Thondt.
Jean-Ignace doorliep de humaniora in Oudenaarde. Hij was pas zestien toen hij in 1790 vrijwilliger werd in het leger van de Verenigde Nederlandse Staten. Na deze kortstondige Zuid-Nederlandse republiek studeerde hij verder, in Oudenaarde, in Gent en ten slotte, na de dood van zijn vader in 1792, in het Heilige-Drievuldigheidscollege in Leuven. Hij promoveerde op 6 mei 1797 tot licentiaat in de rechten, enkele weken voor de universiteit van Leuven werd gesloten. Zijn bezigheden in de volgende jaren blijven onzeker, en pas in 1800 werd hij advocaat. Hij trouwde met Marie-Thérèse De Clercq.
In juli 1806 werd hij burgemeester van Maarke-Kerkem onder het Franse bewind.

## Magistraat
In 1807 werd hij plaatsvervangend rechter in het vredegerecht van Oudenaarde. In 1811 werd hij tot rechter benoemd in Oudenaarde. Maar in 1817 nam hij ontslag, omwille van zijn weigering de voorgeschreven eed af te leggen. Niettemin aanvaardde hij het jaar daarop een benoeming tot gemeenteraadslid en in 1820 tot schepen van Oudenaarde. Datzelfde jaar werd hij ook lid van de Provinciale Staten van de Nederlandse provincie Oost-Vlaanderen.
Nog in 1820 werd hij, nadat de eedformule was versoepeld, opnieuw rechter in Oudenaarde en nam hij ontslag als schepen. De sollicitatiebrief die hij aan de koning richtte om te worden herbenoemd was in wel zeer onderdanige termen opgesteld. Hij bleef niettemin kritisch tegenover het Verenigd Koninkrijk en steunde vanaf 1829 de petitiebeweging. Toen zijn stadsgenoot en vriend Charles Liedts, die later het liberale kamp zou kiezen, trouwde met Rosa De Haen, was Thienpont zijn getuige.

## Belgische revolutie
Begin oktober 1830 wandelde hij door Oudenaarde met de cocarde van de separatisten op zijn jas en liet weten dat hij het Voorlopig Bewind erkende. Op 7 oktober was hij een van de initiatiefnemers om de Provinciale Staten te laten opvolgen door een achttien man sterk Comité, dat de provincie zou blijven besturen tot in 1836. Hij maakte er deel van uit.
Omdat de orangistische procureur Theodore Felix de stad Oudenaarde verlaten had, nam Thienpont het parket in handen, in afwachting dat Charles Liedts in deze functie werd benoemd, terwijl hijzelf op 8 oktober door het Voorlopig Bewind benoemd werd tot voorzitter van de rechtbank van eerste aanleg. Hij bekleedde dit ambt tot op 14 juni 1858.

## Nationaal Congres
Toen afgevaardigden moesten worden gekozen voor het Nationaal Congres, kreeg Thienpont op 3 november 1830 560 stemmen op 610 kiezers.
In een van zijn zeldzame tussenkomsten in openbare zitting, deelde hij mee dat hij gewonnen was voor de constitutionele, representatieve en erfelijke monarchie. Hij was ook voorstander van een verkozen senaat. Zijn stemgedrag was zeer unionistisch, méér dan sommige andere die tot de uitgesproken katholieke vertegenwoordigers behoorden: hij stemde voor de onafhankelijkheidsverklaring, voor de eeuwigdurende uitsluiting van de Nassaus, voor de hertog van Nemours (Charles Le Hon had hem verzekerd dat Frankrijk zou zorgen voor het behoud van Limburg en Luxemburg bij België), voor Surlet de Chokier als regent, en in juni voor de kandidatuur van Leopold van Saksen Coburg en voor de aanvaarding van het Verdrag der XVIII artikelen.
Thienpont verdedigde de vrijheid van eredienst voor alle godsdiensten en bekritiseerde de collega's die te zeer Fransgezind waren.
Hij hield zorgvuldig de documenten bij die tijdens de zittingen van het Nationaal Congres werden gedrukt en bundelde ze. Ze werden in 2012 in een veiling aangeboden.

## Volksvertegenwoordiger
Vanaf 1831 en tot aan de wet op de onverenigbaarheden in 1848 was Thienpont volksvertegenwoordiger. Hij vertegenwoordigde de unionistische strekking die het van langsom moeilijker kreeg omwille van het stijgende antagonisme tussen klerikale en liberale blokken.
Thienpont was meer een man van de besloten bijeenkomsten dan van de tribune en kwam dan ook zelden of nooit tussen tijdens de openbare vergaderingen van de Kamer.

## Voetnota
1. ↑  Henri Godts, veiling van 11 december 2012, Catalogus, nr. 262.